# Geoffroy d'Eu
Geoffroy d'Eu ou Geoffroy II est un évêque d'Amiens, mort dans cette ville le 25 novembre 1236.

## Biographie
Geoffroy Le Wallech ou Le Valet, originaire de la ville d'Eu (Seine-Maritime) étudia, à Paris, la philosophie, la théologie et la médecine où il obtint le grade de docteur dans ces deux disciplines et devint chanoine du chapitre cathédral d'Amiens avant d'être élu évêque d'Amiens en février 1223. 
Dès sa nomination, il continua l'œuvre de reconstruction en style gothique de la cathédrale Notre-Dame d'Amiens, entreprise par son prédécesseur Évrard de Fouilloy, à la suite de l'incendie qui avait ravagé en 1218 l'édifice roman précédent. Le premier architecte Robert de Luzarches étant mort en 1222, il choisit son successeur en la personne de Thomas de Cormont. À sa mort, la grande nef gothique de la cathédrale que nous connaissons aujourd'hui était déjà achevée, les bases du transept et de la façade étaient posées.  
En 1223, sur ordre du pape Honorius III, une assemblée des évêques se tint à Paris à laquelle Geoffroy d'Eu participa. L'objet de ce concile était la lutte contre l'hérésie albigeoise.
En 1225, il cosigna avec Mathieu de Montmorency, connétable de France et Barthélemy de Roye, Grand chambrier de France, l'acte par lequel, Marie, comtesse de Ponthieu, faisait don du château de Doullens au roi de France Louis VIII.
Geoffroy d'Eu assista au sacre du roi Louis IX (Saint-Louis), le 25 novembre 1226, à Reims. En 1227, une bulle du pape Honorius III l'autorisa à priver de bénefices, les chanoines de la collégiale Saint-Nicolas d'Amiens qui refusaient de siéger dans cette collégiale.
En 1228, il assista au concile de Paris consacré à l'épineuse question de la pluralité des bénéfices à laquelle Geoffroy d'Eu était hostile. 
En 1232, il donna aux chanoines du chapitre cathédral un terrain où il puissent s'établir. En 1235, il donna des constitutions aux religieuses de l'hôtel-Dieu et confirma les dons de terres faits par Gaultier d'Heilly et ratifiés par son fils Mathieu d'Heilly, sur lesquelles était construit l'hôtel-Dieu.
À sa mort, le 25 novembre 1236, il fut inhumé dans la cathédrale d'Amiens, où se trouve son gisant de bronze, sur le  côté nord de la nef.

## Pour approfondir